# Anatole Cressigny
François-Anatole Cressigny, né le 9 septembre 1842 à Vernon et mort le 2 septembre 1893 à Paris, est un marionnettiste français.
Apprenti du marionnettiste Pierre Dumont en 1860, Cressigny lui succède, à sa mort en 1872, à son castelet des Champs-Élysées jusqu’en 1882.
Son élève Émile Labelle a nommé le théâtre guignol Anatole d’après lui.